# Lithostege cyrenaica
Lithostege cyrenaica là một loài bướm đêm trong họ Geometridae.